# TSVV Merlijn
TSVV Merlijn is een studentenvoetbalvereniging uit Tilburg. Het lidmaatschap van de vereniging staat alleen open voor studenten en pas-afgestudeerden. Het eerste elftal speelt in de Derde klasse zaterdag van het Nederlands amateurvoetbal (2020/21). Daarnaast is zij ook vertegenwoordigd met lagere elftallen in de zondag competitie en telt zij eveneens vrouwenteams en zaalvoetbalteams.

## Historie
De naam van de Tilburgse Studenten Voetbal Vereniging Merlijn is afgeleid van de mythologische tovenaar Merlijn, raadsheer van koning Arthur uit "King Arthur and the knights of the round table" en staat voor de wijsheid, dapperheid en trots die bij de raadsheer van King Arthur hoorde.
Initieel speelden de Tilburgse studenten in een apart studentenvoetbalteam bij TSV LONGA en op 12 mei 1968 werden zij als LONGA-7 kampioen van hun afdeling. Één dag later werd TSVV Merlijn officieel opgericht. Op 15 mei 1968 werd de KNVB Afdeling Noord-Brabant officieel in kennis gesteld van de definitieve oprichting en enkele weken later, in zijn vergadering van 7 augustus 1968, verleent het Dagelijks Bestuur van de T.S.S. Pendragon zijn goedkeuring aan de statuten. De eerste ledenlijst sprak van 114 leden en er werden 4 elftallen, geheel in het wit gehuld, bij de KNVB aangemeld voor het competitiejaar 1968/1969 waarbij het eerste elftal prompt meteen kampioen wordt in klasse 314 van de Brabantse Bond.
Ook in het seizoen 1969/1970 wordt Merlijn 1 weer kampioen en na een beslissingwedstrijd tegen Broekhoven 2 (1-6) promoveert Merlijn naar de 2e klasse. In deze klasse zal zij verblijven tot en met het seizoen 1976/1977, waarna TSVV Merlijn voor één seizoen verdwijnt van de Brabantse voetbalvelden. De reden van het vertrek was gelegen in het feit dat de vereniging 'gesaneerd' diende te worden; vanaf de start van het universiteitsjaar 1977/1978, mochten afgestudeerden en personeel geen lid meer zijn van de vereniging.
De heractivering vindt echter al snel weer plaats en in het seizoen 1978/1979 start de competitie dan ook weer met twee Merlijn-elftallen. Aan het eind van dat seizoen, om precies te zijn 10 augustus 1979, werd TSVV Merlijn aangemeld bij de notaris waardoor haar statuten officieel van kracht geworden zijn en werd de vereniging ook ingeschreven bij de Kamer van Koophandel. Het seizoen daaropvolgend (1979/1980) was het ook meteen weer raak; Merlijn 1 werd kampioen in klasse 307 en middels twee beslissingswedstrijden wist zij wederom promotie naar de 2e klasse van de Brabantse Bond af te dwingen.
Eind 1980 haalt Merlijn zelfs de nationale dagbladen. Niet middels haar sportieve prestaties, maar vanwege haar sociale betrokkenheid. Het bestuur van Merlijn is namelijk het eerste Nederlandse voetbalverenigingsbestuur welke zich solidair verklaart met de boycotactie "KNVB niet naar Uruguay". Een actie waarbij geprotesteerd werd tegen de deelname van het Nederlands elftal aan de mini-wereldkampioenschappen in Uruguay, in verband met de deplorabele mensenrechten situatie in dat land. Eind november lopen alle vier elftallen direct na de aftrap het veld af om zo hun protest kracht bij te zetten. Niet geheel toevallig verklaarde ook het 9e elftal van TSV LONGA zich solidair. Begin 1981 volgt de straf: alle deelnemende elftallen wordt 2 winstpunten in mindering gebracht en de wedstrijden dienen overgespeeld te worden. Desalniettemin weet Merlijn zich aan het eind van dat seizoen te handhaven in de 2e klasse.
Vier seizoenen later gaat het echter toch weer mis en degradeert Merlijn naar de derde klasse, maar dit blijkt van korte duur: in seizoen 1984/1985 wordt zij, dit keer geheel in het rood, wederom kampioen en promoveert terug naar de 2e klasse, om in het seizoen 1986/1987 wederom te degraderen. Ook nu is het verblijf in de 3e klasse niet van lange duur, want in seizoen 1989/1990 - dit keer in rood/zwart gestreepte tenues - wordt Merlijn 1 tweede in de competitie, maar vanwege een periodekampioenschap speelt zij tegen SVSOS voor promotie naar de tweede klasse en wint deze wedstrijd overtuigend met 5-0.

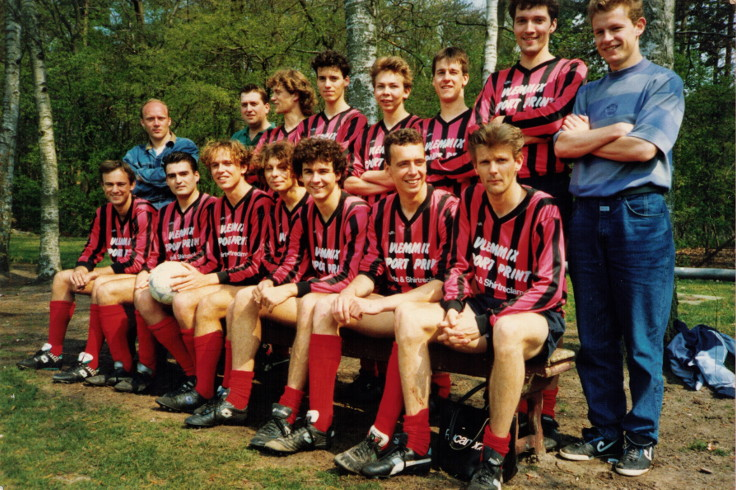
Merlijn 1 - promotie seizoen 1989-1990

Al die jaren spelen de overige elftallen van Merlijn in de 4e klasse, maar daar komt na het seizoen 1991/1992 verandering in, als Merlijn 3 in de klasse 433 op een overweldigende wijze kampioen wordt (met slecht 3 verliespunten en een gemiddelde van meer dan 6 doelpunten per wedstrijd scorend). Het seizoen daarna is Merlijn daarom zowel in de 2e, 3e als de 4e klasse vertegenwoordigd.
Toch is er slecht weer op komst als de tempobeurs zijn intrede doet en dientengevolge het aantal leden drastisch af neemt. In 1997 besluit men dan ook TSVV Merlijn ten tweeden male slapend te maken omdat er niet genoeg belangstelling meer bestond onder Tilburgse studenten om in het weekend de kleuren van de TSVV te verdedigen.
Ruim twee jaar later ontstond echter opnieuw het idee tot het oprichten van een voetbalvereniging onder een aantal voetballers die reeds trainden op het sportcentrum van de Universiteit van Tilburg, destijds nog Katholieke Universiteit Brabant geheten. Na deelname met een team aan de Europese Studenten Kampioenschappen Voetbal, ontstond het idee om de voetbalvereniging Merlijn nieuw leven in te blazen. Dit idee werd gesterkt doordat er een vaste groep ontstond die wat meer samen (in verenigingsverband) wilde doen.
Hierop besloot deze groep voetballers, medio 1999, Merlijn wederom als een feniks uit haar as te laten verschijnen. Dit leidde in november 1999 tot het aantreden van een zeskoppig bestuur, dat zich inzette voor de heroprichting van TSVV Merlijn in het voorjaar 2000.

## Huidig logo en clubkleuren
Het tegenwoordige logo van TSVV Merlijn bevat de uil van Merlijn op een zwart-wit schild. Zwart-wit zijn nu ook de kleuren van de tenues: zwart-witte strepen op de shirts, een zwarte broek en zwarte kousen. Ook is er een afwijkend (uit)tenue dat door de teams worden gebruikt als de tegenstander soortgelijke kleuren vertegenwoordigt. Dit zijn dezelfde kleur broeken en kousen, met een donker rood shirt inclusief een zwarte uil op de borst.

## Competitieresultaten 2003–2018 (zaterdag)
| 5 4F |

| 2 4F |

| 7 4F |

| 10 4F |

| 1 4E |

| 3 3B |

| 5 3B |

| 8 3D |

| 10 3D |

| 1 4C |

| 12 3D |

| 8 4D |

| 9 4C |

| 8 4D |

| 7 4E |

| 11 4C |

| 2 4C |

| 12* 3D |

| - 3D |

| Derde klasse | Vierde klasse |

## Competitieresultaten 1969–2012 (zondag)
| 1 |

| 1 |

| 6 |

| 5 |

| 3 |

| 3 |

| 5 |

| 10 |

| 5 |

|  |

| 8 |

| 1 |

| 10 |

| 3 |

| 3 |

| 12 |

| 1 |

| 10 |

| 11 |

| 8 |

| 8 |

| 2 |

| 5 |

| 11 |

| 12 |

|  |

|  |

|  |

| 12 6E |

|  |

|  |

|  |

| 5 6E |

| 3 5I |

| 2 5I |

| 4 5I |

| 4 5H |

| 1 5H |

| 3 4E |

| 7 4E |

| 4 4F |

| 11 4E |

| 11 4E |

| 12 5E |

| Vierde klasse | Vijfde klasse | Zesde klasse | Tweede klasse BVB | Derde klasse BVB |

In elke staaf van de grafiek staat van boven naar beneden vermeld: 
- Eindnotering

Dit is de positie die de club heeft bereikt in de competitie, zonder eventuele beslissings-, play-off- of nacompetitiewedstrijden die nodig zijn geweest om bijvoorbeeld de kampioen van de competitie te bepalen.
Indien een * achter het getal staat is de notering een tussenstand en kan het zijn dat de notering niet overeenkomt met de uiteindelijke eindstand van de competitie.
Staat er een - dan is het seizoen nog bezig en is er geen definitieve uitslag bekend.
Staat er xx op de positie van de notering, dan heeft de club vroegtijdig de competitie verlaten. Dit kan onder andere komen door terugtrekking van het team, faillissement van de club of door een uitgedeelde straf van de KNVB. In veel gevallen staat elders in het artikel de reden vermeld.
Staat er een ? dan is het resultaat uit het verleden onbekend, en is alleen de competitie of het niveau bekend van dat seizoen.
In de seizoenen 2019/20 en 2020/21 werd wegens de coronacrisis het amateurvoetbal afgebroken. Daardoor kennen deze staven geen eindklassering (middels -- weergegeven).
- Competitieniveau en afdelingsletter of Officiële eindstand Eredivisie
  - Competitieniveau en afdelingsletter

Hierbij geeft het getal het niveau weer, dat ook terug te vinden is in de legenda. De letter is de afdelingsaanduiding en wordt gebruikt wanneer er meer afdelingen zijn op hetzelfde niveau. De afdelingsletter is altijd een hoofdletter en wordt meestal zonder nummer gebruikt.
Voorbeeld: 2F is niveau 2e klasse competitie F.
Het competitieniveau en nummer wordt niet vermeld wanneer er slechts één competitie van dit niveau was.
  - Officiële eindstand Eredivisie (getal staat tussen haakjes vermeld)

Sinds de introductie van play-offwedstrijden voor Europees voetbal na afloop van de reguliere competitie in 2005/06, is de KNVB verplicht een eindstand van de Eredivisie door te geven aan de UEFA aan de hand van deze play-offwedstrijden.
Bij deze eindstand staan clubs die zich hebben gekwalificeerd voor Europees voetbal hoger dan clubs die zich niet wisten te kwalificeren. Indien er geen verschil was tussen de eindnotering en de officiële eindstand, staat dit getal niet vermeld.

- Onderafdeling

Hier staat afgekort de naam van de onderafdeling indien de club in dat jaar in een onderafdeling uitkwam. Tevens staat deze afkorting in de legenda en wordt gelinkt naar het artikel over deze onderafdeling. Deze afkorting wordt alleen vermeld wanneer de club in het verleden in verschillende onderafdelingen heeft gespeeld. Deze vermelding is in de staaf altijd in kleine letters. Deze onderafdelingen zijn na het seizoen 1995/96 afgeschaft. Heeft de club in slechts één onderafdeling gespeeld, dan is dit alleen terug te vinden in de legenda.
Onder de staaf staat het jaartal vermeld waarin het seizoen is afgesloten. 15 verwijst naar het seizoen 2014/15 of eventueel het seizoen 1914/15.
Wanneer een staaf leeg is, zijn deze gegevens niet bekend. Het kan ook zijn dat de club dat seizoen niet heeft meegespeeld op het hogere amateurniveau, vroegtijdig de competitie heeft verlaten of uit de competitie is gezet.

In het seizoen 1944/45 was er wegens de Tweede Wereldoorlog geen regulier competitievoetbal.